# 空襲的好天氣
空襲的好天氣（"Viðrar vel til loftárása"）是冰岛乐团詩格洛絲（Sigur Rós）第二張錄音室專輯Ágætis byrjun的第七首歌曲，這首歌另外也收錄在單曲"Svefn-g-englar"裡頭。

## 歌名
Sigur Rós非常諷刺地引述了冰島氣象家在科索沃戰爭時說的話：「í dag viðrar vel til loftárása (意思是今天是一個空襲的好天氣)」。

## 音樂錄影帶
Viðrar vel til loftárása的音樂錄影帶引起了電影製作的爭議。故事發生在1950年代的冰島，整部影片最重要的一幕就是兩個小男孩在足球賽結束之後躺在地上親吻對方，後來其中一人被其父親生氣的抓走。Sigur Rós在這部影片中都擔任了客串演出，Jónsi飾演足球隊教練、Orri飾演記分員、Georg飾演裁判、而Kjartan則是飾演觀眾之一。除此之外，影片中男孩喝的飲料瓶子包裝上的胎兒圖像是來自Ágætis byrjun專輯封面。
音樂錄影帶的製作於2001年秋天開始進行，演員的招募在冰島首都雷克雅維克進行，當地也是拍攝影片的重要景點。此音樂錄影帶由Arni & Kinski導演、Stefán Árni Þorgeirsson和Sigurður Kjartansson指導，另外影片獲得了2002年冰島音樂獎的"最佳影片獎"。

## 引用來源
1. ↑  . sigur-ros.co.uk.   [4 January 2009]. （原始内容存档于2019-03-23）.
2. ↑  . sigur-ros.co.uk.   [7 January 2009]. （原始内容存档于2011-06-06）.
3. ↑  . nme.com.   [7 January 2009]. （原始内容存档于2012-10-09）.
4. ↑  . sigur-ros.co.uk.   [4 January 2009]. （原始内容存档于2011-06-06）.
5. ↑  . fat-cat.co.uk.   [7 January 2009]. （原始内容存档于2005-12-15）.
6. ↑  . sigur-ros.co.uk.   [7 January 2009]. （原始内容存档于2011-06-06）.
7. ↑  . sigur-ros.co.uk.   [4 January 2009]. （原始内容存档于2011-06-06）.

## 外部連結
- The Sigur Rós Official Site's  Video Section （页面存档备份，存于）
- Sigur Rós's official site （页面存档备份，存于）
- Google Video of the video （页面存档备份，存于）
- Video's page at Method Studios with production credits